# Pterygodium cooperi
Pterygodium cooperi är en orkidéart som beskrevs av Robert Allen Rolfe. Pterygodium cooperi ingår i släktet Pterygodium och familjen orkidéer. Inga underarter finns listade i Catalogue of Life.